# Bầu cử quốc hội Azerbaijan 2024
Cuộc bầu cử quốc hội được tổ chức tại Azerbaijan vào ngày 1 tháng 9 năm 2024. Ban đầu được lên kế hoạch diễn ra vào tháng 11 năm 2024, nhưng bầu cử sớm hơn sau khi quốc hội giải tán vào tháng 6 năm 2024. Đảng Tân Azerbaijan của Tổng thống Ilham Aliyev giành được 68 ghế đa số.

## Kết quả
|                              |                                    |           |        |     |     |
| Đảng                         | Đảng                               | Phiếu bầu | %      | Ghế | +/– |
|                              | Đảng Tân Azerbaijan                | 1.200.314 | 50.42  | 68  | –2  |
|                              | Đảng Đoàn kết Công dân             | 33.722    | 1.42   | 3   | 0   |
|                              | Đảng Công lý, Luật pháp, Dân chủ   | 32.220    | 1.35   | 2   | +1  |
|                              | Đảng Cộng hòa Thay thế             | 17.993    | 0.76   | 1   | Mới |
|                              | Musavat                            | 15.278    | 0.64   | 0   | 0   |
|                              | Đảng Đại Azerbaijan                | 14.636    | 0.61   | 1   | +1  |
|                              | Đảng Tổ quốc                       | 14.466    | 0.61   | 1   | 0   |
|                              | Đảng Độc lập Dân tộc Azerbaijan    | 13.961    | 0.59   | 1   | +1  |
|                              | Đảng Trắng                         | 13.564    | 0.57   | 0   | 0   |
|                              | Đảng Hy vọng Azerbaijan            | 12.858    | 0.54   | 0   | 0   |
|                              | Đảng Mặt trận Dân tộc              | 11.554    | 0.49   | 1   | Mới |
|                              | Đảng Cải cách Dân chủ              | 10.698    | 0.45   | 1   | 0   |
|                              | Đảng Khai sáng Dân chủ Azerbaijan  | 10.432    | 0.44   | 1   | 0   |
|                              | Đảng Xây dựng To lớn               | 8.651     | 0.36   | 1   | 0   |
|                              | Đảng Mặt trận Nhân dân Cổ điển     | 7.466     | 0.31   | 0   | Mới |
|                              | Đảng Nhân dân Azerbaijan           | 5.351     | 0.22   | 0   | 0   |
|                              | Đảng Quê hương Tự do               | 4.886     | 0.21   | 0   | Mới |
|                              | Đảng Đoàn kết                      | 3.159     | 0.13   | 0   | –1  |
|                              | Đảng Công lý Đúng đắn              | 2.833     | 0.12   | 0   | Mới |
|                              | Đảng Musavat Hiện đại              | 2.599     | 0.11   | 0   | 0   |
|                              | Đảng Công lý                       | 2.323     | 0.10   | 0   | 0   |
|                              | Đảng Tân Thời gian                 | 2.031     | 0.09   | 0   | Mới |
|                              | Đảng Dân chủ Azerbaijan            | 2.013     | 0.08   | 0   | 0   |
|                              | Đảng Azerbaijan Tương lai          | 694       | 0.03   | 0   | Mới |
|                              | Đảng Phong trào Phục hưng Quốc gia | 178       | 0.01   | 0   | 0   |
|                              | Độc lập                            | 936.915   | 39.35  | 44  | +3  |
| Tổng cộng                    | Tổng cộng                          | 2.380.795 | 100.00 | 125 | 0   |
|                              |                                    |           |        |     |     |
| Phiếu bầu hợp lệ             | Phiếu bầu hợp lệ                   | 2.380.795 | 99.55  |     |     |
| Phiếu bầu không hợp lệ/trống | Phiếu bầu không hợp lệ/trống       | 10.743    | 0.45   |     |     |
| Tổng cộng phiếu bầu          | Tổng cộng phiếu bầu                | 2.391.538 | 100.00 |     |     |
| Cử tri phiếu bầu đã đăng ký  | Cử tri phiếu bầu đã đăng ký        | 6.421.960 | 37.24  |     |     |
| Nguồn: MSK                   |                                    |           |        |     |     |